# Andre Stojka
Andre Stojka (Los Angeles, 26 mei 1944) is een Amerikaanse stemacteur, die met name bekendheid geniet door zijn werk voor de Walt Disney Company. Hij is actief sinds 1967. 

## Carrière
Stojka staat ingeschreven bij DPN. Hij was 1 aflevering producent voor de tv-serie The Virginian. Hij zou 2 rollen erven van Hal Smith, nadat deze in 1994 door een hartaanval overleed. Deze rollen zijn John Avery Whittaker in het radioprogramma Adventures in Odyssey en Uil in Winnie de Poeh. 

## Films
- Assepoester II: Dromen Komen Uit - Koning
- Assepoester: Terug in de Tijd - Koning
- De meest verre tocht van Winnie de Poeh - Uil
- Seasons of giving - Uil
- Teigetjes Film - Uil
- Knorretjes Grote Film - Uil
- Het Boek van Poeh: Verhalen uit het hart - Uil
- The Emperor's New Groove - Topo